# Уса (приток Березины)
Уса — река в Белоруссии, правый приток Березины. Протекает в Червенском и Березинском районах Минской области.

## Описание
Длина реки — 55 км. Площадь водосбора 549 км². Среднегодовой расход воды в устье 3,3 м³/с. Средний наклон водной поверхности 0,7 %.
Река вытекает из небольшого озера Дикое в 15 км к северо-востоку от города Червень. Верхнее течение зарегулировано, на реке сеть мелиоративных каналов. Все течение Усы проходит по Центральноберезинской равнине, генеральное направление течения — юго-восток.
Основные притоки — Карпиловка, Бусль (слева); Ганутка, Добрица (справа). Среди других — Лещинка. Крупнейший населённый пункт на реке — агрогородок Богушевичи, помимо него на реке стоят деревни Домовицк, Старый Пруд, Новая Нива, Головные Ляды и Осмоловка.
Долина в верховьях невыразительная, в средней и нижней части — трапециевидная, шириной 1,5-2 км. Пойма двусторонняя, её ширина до 0,2 км, на отдельных участках до 1 км. Русло на протяжении 9,2 км от истока и 2 км перед устьем канализовано, на остальном протяжении извилистое (ширина около 8 м). Берега умеренно крутые, их высота 0,3-1,2 м.
Впадает в Березину несколькими рукавами чуть выше деревни Якшицы.

## Происхождение названия
Гидронимы с корнем Ус- встречаются на очень значительной территории, в бассейнах рек Неман, Березина, Ока, Десна, Волга, Печора, Енисей, Ангара и др. Это реликтовые наименования, сохранившиеся с самых древних времен. Распространение подобных названий в разных регионах объясняется передачей корневой основы от народа к народу и из языка в язык в контактных зонах на протяжении столетий. Каждый народ, который воспринимал древние имена от своих предшественников, приспосабливал их к собственному языку и видению действительности. Гидроним Уса в балтских языках соотносится со словами osis, uosis — «ясень», в восточнославянских диалектах с термином ус, уса — «коса, длинный полуостров, мыс», «ответвление», «приток», в мансийском языке со словом ус — «укрепленное возвышенное место, ограждение», в монгольском и бурятском языках с термином ус, усу, усан — «вода, река».